# Geometric Description Language
Pour les articles homonymes, voir GDL.
Geometric Description Language (GDL) est un langage propriétaire de Graphisoft, s'apparentant au BASIC, permet de développer les objets 2D/3D du logiciel ArchiCAD pour architectes.
Ces objets de bibliothèques sont des éléments de fenêtre, de porte, de mobilier, de structure ou encore des escaliers.

## Script 2D
- Description d'une ligne, d'une Hachure, d'un bloc de texte

## Script 3D
Description des primitives :
- Sphère
- Cube
- Cylindre
- Plan
- Pyramide
- Cône
- Tore

## Système de coordonnées
- Instructions de Transformations de coordonnées